# مغوار (اسم)
مغوار هو اسم علم مذكر من أصل عربي، ومعناه هو على وزن مفعال صيغة مبالغة، وفعلها أغار الشديد الإغارة على الأعداء المقدام المحارب الجريء الفدائي البطل.

## وصلات خارجية
- موسوعة السلطان قابوس لأسماء العرب